# الواتة
الواتة (به عربی: الواتة) یک شهرداری در الجزایر است که در ناحیه الواتة واقع شده‌است.

## خصوصیات
الواتة ۷٬۹۵۰ کیلومترمربع مساحت و ۷٬۳۴۳ نفر جمعیت دارد و ۴۳۱ متر بالاتر از سطح دریا واقع شده‌است.